# Reocín
Reocín település Spanyolországban, Kantábria autonóm közösségben. Reocín Santillana del Mar, Torrelavega, Cartes, Mazcuerras, Cabezón de la Sal és Alfoz de Lloredo községekkel határos. Lakosainak száma 8400 fő (2024).

## Népesség
A település népessége az elmúlt években az alábbi módon változott:
| Lakosok száma | 6938 | 7191 | 7959 | 8196 | 8318 | 8328 | 8312 | 8384 | 8455 | 8400 |
|               | 2001 | 2004 | 2007 | 2009 | 2012 | 2014 | 2017 | 2019 | 2022 | 2024 |